# Marley Spearman
Marley Joan Spearman (11 januari 1928 - 19 augustus 2011) was een Engelse amateur-golfster. 
Marley Baker groeide op in Wimbledon. Haar broer en zuster overleden op te jonge leeftijd. Zij verliet haar school om danseres te worden bij het Windmill Theatre in de West End. Ze trouwde met Tony Spearman, gaf haar toneelcarrière op en werd huisvrouw. 
Op een dag deed ze boodschappen in Harrods. Toen ze klaar was, regende het zo hard dat ze weer even de winkel inliep. Daar zag ze toen een aankondiging van gratis golfles in het Regent’s Park Golf Centre. Ze besloot dat te proberen. Ze was meteen enthousiast en werd lid van de Sudbury Golf Club in Middlesex. Binnen twee jaar had ze handicap 4 en al gauw was ze een van de beste speelsters van haar land. In 1961 en 1962 won ze het British Ladies Amateur. Na die tweede overwinning liet Madame Tussauds een wassen beeld van haar maken.
Haar huwelijk met Spearman eindigde in een echtscheiding, waarna ze hertrouwde met Stephen Harris en met hem een zoon kreeg. Ze stopte met competitie spelen,  maar ging nog wel een paar keer als captain mee met de Curtis Cup en de Vagliano Trophy. In 1982 verhuisden ze naar Budleigh Salterton. Harris overleed in 1991, Marley twintig jaar later.

## Gewonnen
Onder meer:
- 1961: British Ladies Amateur
- 1962: British Ladies Amateur
- 1963: New Zealand Amateur
- 1964: English Amateur

## Teams
- Curtis Cup: 1960, 1962, 1964
- Vagliano Trophy: 1959, 1961
- Commonwealth Tournament (nu Astor Trophy): 1959, 1963.